# Зёдер, Маркус
Ма́ркус То́мас Те́одор Зёдер (нем. Markus Thomas Theodor Söder; род. 5 января 1967, Нюрнберг) — немецкий политик. С 19 января 2019 года занимает пост председателя партии Христианско-социальный союз (ХСС). Премьер-министр Баварии с 16 марта 2018 года. Является депутатом баварского ландтага с 1994 года. В 2007—2008 годах занимал должность министра Баварии по вопросам федерации и Европы, в 2008—2011 годах — министра финансов и развития Баварии.

## Биография
Зёдер воспитывался в консервативной протестантской семье в Нюрнберге. Его родители владели в Нюрнберге небольшой строительной компанией. Маркус учился в гимназии имени Дюрера в Нюрнберге и получил аттестат зрелости в 1986 году. Отслужил в транспортном батальоне в Нюрнберге. С 1987 года изучал юриспруденцию в Университете Эрлангена — Нюрнберга и получал стипендию от Фонда Конрада Аденауэра. Успешно сдал первый государственный экзамен на юриста в 1991 году, затем работал научным сотрудником на кафедре государственного, административного и религиозного права. В 1998 году Зёдер защитил докторскую диссертацию по муниципальному праву Баварии XIX века.
В 1992—1993 годах Маркус Зёдер работал на добровольных началах на Баварском радио, затем до 1994 года занимал должность редактора БР в Мюнхене.
С юности Зёдер был большим поклонником Франца Йозефа Штрауса. В 1983 году Зёдер вступил в ХСС и Молодёжный союз Германии. В 1995—2003 годах Маркус Зёдер возглавлял региональное отделение этой молодёжной организации в Баварии. В 1997—2008 годах Зёдер занимал должность председателя районного отделения партии в Нюрнберг-Вест. С 1995 года он вошёл в состав президиума ХСС. С 17 ноября 2003 по 22 октября 2007 года Маркус Зёдер находился на должности генерального секретаря ХСС. Он входил в рабочую группу, готовившую программу правительства ХДС/ХСС на парламентских выборах 2005 года. В 2008 году возглавил окружное отделение ХСС «Нюрнберг-Фюрт-Швабах», став преемником Гюнтера Бекштайна, и уверенно переизбрался на эту должность в 2015 году. 16 марта 2018 года баварский ландтаг абсолютным большинством голосов избрал Маркуса Зёдера на должность премьер-министра Баварии.
Маркус Зёдер с 1999 года состоит в браке с Карин Баумюллер-Зёдер, у них трое детей: дочь и двое сыновей. У Маркуса Зёдера также есть дочь, родившаяся в незарегистрированных отношениях до брака.